# Григорий II Димитриадски
Григорий (на гръцки: Γρηγόριος) е гръцки духовник, митрополит на Вселенската патриаршия.

## Биография
Роден е в цариградския квартал Бешикташ (Диплокионио). През юли 1831 година е избран и по-късно ръкоположен за преславски митрополит. През април 1833 година подава оставка.
През ноември 1837 година е избран за димитриадски и загорски митрополит.
Умира в 1838 година.